# Rekin wielorybi
Rekin wielorybi (Rhincodon typus) – gatunek morskiej ryby chrzęstnoszkieletowej, jedyny przedstawiciel monotypowej rodziny Rhincodontidae, największy przedstawiciel rekinów, łatwo rozpoznawalny po specyficznym ubarwieniu. Jest też największą znaną rybą. Największy wiarygodnie zmierzony osobnik tego gatunku mierzył 18,8 m długości. Masa ciała rekina wielorybiego sięga 13,6 t (niepotwierdzone dotąd pogłoski mówią o osobnikach nawet 20-metrowej długości, ważących ponad 30 ton). Na wielu obszarach maksymalna odnotowana długość nie przekracza jednak 10–12 m. Pomimo imponujących rozmiarów i groźnie brzmiącej nazwy, rekin wielorybi jest rybą łagodną i nie stanowi zagrożenia dla człowieka. Jest jednym z trzech znanych rekinów żywiących się planktonem. Pozostałe dwa to długoszpar i rekin wielkogębowy. Rekin wielorybi dożywa ponad 70 lat. Jest poławiany gospodarczo, jego mięso osiąga wysokie ceny.

## Zasięg występowania
Jest gatunkiem kosmopolitycznym, migrującym, występuje w pelagialnych wodach tropikalnych i subtropikalnych całego świata. Pływa blisko powierzchni wody, samotnie lub w stadach liczących do stu osobników. Zjada plankton i nekton – skorupiaki, głowonogi i drobne ryby pelagiczne. Jego wędrówki są prawdopodobnie związane z rozwojem planktonu i zmianami temperatury wody.

## Charakterystyka
Głowa rekina wielorybiego jest mocno spłaszczona, a szeroki otwór gębowy znajduje się w położeniu końcowym, oczy są małe. Przy nozdrzach występują śladowe wąsiki. Wzdłuż grzbietu i boków ciała przebiegają trzy kile – dwa na górze, jeden pośrodku ciała. Grzbiet ciemnoszary, czerwonawy lub zielonkawobrązowy z białymi, żółtymi i zielonymi cętkami ułożonymi w regularne rzędy, brzuch biały lub zielonkawy.

## Rozród
Rekin wielorybi jest gatunkiem jajożyworodnym. Dojrzałość płciową uzyskuje w wieku około 25 lat. Samica rodzi jednorazowo do 16 młodych.

## Ochrona
W 2016 roku IUCN zmieniła status zagrożenia na zagrożone (EN - endangered). Wcześniej od 2000 roku miał status VU - narażony decyzja ta została uzasadniona zmniejszeniem populacji o 50% w ostatnich 75 latach. Naukowcy z Australian Institute of Marine Science wykazali, że średnia długość tych wielkich ryb zmniejszyła się o ok. 2 m na przestrzeni lat 1996-2006, co może świadczyć o nielegalnym odławianiu większych osobników. Biorąc pod uwagę stosunkowo długi cykl rozrodczy gatunek ten stał się gatunkiem narażonym na wyginięcie.
Ze wszystkich zwierząt rekin wielorybi ma najgrubszą skórę, która może mieć 10 cm grubości.